# Nobleboro (Maine)
Nobleboro város az USA Maine államában, Lincoln megyében. Lakosainak száma 1791 fő (2020. április 1.).

## Népesség
A település népességének változása:

| 2010 | 1 643 |
| 2020 | 1 791 |